# Vaduz
Vaduz (phát âm tiếng Đức: [faˈduːts] hay [faˈdʊts]; phiên âm như "Pha-đút's") là thủ đô của Liechtenstein, là nơi có trụ sở quốc hội nước này. Thị xã này nằm dọc theo sông Rhine, dân số khoảng 5.248 người, phần lớn theo Công giáo Rôma. Đại giáo đường ở thị xã này là trụ sở của Tổng giáo phận Công giáo Rôma quốc gia này.
Đây là thị xã lớn thứ nhì ở công quốc này, sau Schaan.

## Khí hậu
| Dữ liệu khí hậu của Vaduz (1991–2020)    | Dữ liệu khí hậu của Vaduz (1991–2020) | Dữ liệu khí hậu của Vaduz (1991–2020) | Dữ liệu khí hậu của Vaduz (1991–2020) | Dữ liệu khí hậu của Vaduz (1991–2020) | Dữ liệu khí hậu của Vaduz (1991–2020) | Dữ liệu khí hậu của Vaduz (1991–2020) | Dữ liệu khí hậu của Vaduz (1991–2020) | Dữ liệu khí hậu của Vaduz (1991–2020) | Dữ liệu khí hậu của Vaduz (1991–2020) | Dữ liệu khí hậu của Vaduz (1991–2020) | Dữ liệu khí hậu của Vaduz (1991–2020) | Dữ liệu khí hậu của Vaduz (1991–2020) | Dữ liệu khí hậu của Vaduz (1991–2020) |
| Tháng                                    | 1                                     | 2                                     | 3                                     | 4                                     | 5                                     | 6                                     | 7                                     | 8                                     | 9                                     | 10                                    | 11                                    | 12                                    | Năm                                   |
| ---------------------------------------- | ------------------------------------- | ------------------------------------- | ------------------------------------- | ------------------------------------- | ------------------------------------- | ------------------------------------- | ------------------------------------- | ------------------------------------- | ------------------------------------- | ------------------------------------- | ------------------------------------- | ------------------------------------- | ------------------------------------- |
| Trung bình ngày tối đa °C (°F)           | 5.0 (41.0)                            | 6.8 (44.2)                            | 11.8 (53.2)                           | 16.0 (60.8)                           | 20.1 (68.2)                           | 23.2 (73.8)                           | 24.9 (76.8)                           | 24.3 (75.7)                           | 20.0 (68.0)                           | 15.7 (60.3)                           | 9.5 (49.1)                            | 5.5 (41.9)                            | 15.2 (59.4)                           |
| Trung bình ngày °C (°F)                  | 1.4 (34.5)                            | 2.7 (36.9)                            | 6.8 (44.2)                            | 10.7 (51.3)                           | 14.7 (58.5)                           | 17.9 (64.2)                           | 19.4 (66.9)                           | 19.1 (66.4)                           | 15.0 (59.0)                           | 11.1 (52.0)                           | 5.7 (42.3)                            | 2.2 (36.0)                            | 10.6 (51.1)                           |
| Tối thiểu trung bình ngày °C (°F)        | −2.0 (28.4)                           | −1.1 (30.0)                           | 2.3 (36.1)                            | 5.6 (42.1)                            | 9.7 (49.5)                            | 13.0 (55.4)                           | 14.6 (58.3)                           | 14.6 (58.3)                           | 10.8 (51.4)                           | 6.9 (44.4)                            | 2.2 (36.0)                            | −1.1 (30.0)                           | 6.3 (43.3)                            |
| Lượng Giáng thủy trung bình mm (inches)  | 41 (1.6)                              | 34 (1.3)                              | 54 (2.1)                              | 57 (2.2)                              | 90 (3.5)                              | 116 (4.6)                             | 130 (5.1)                             | 144 (5.7)                             | 96 (3.8)                              | 68 (2.7)                              | 56 (2.2)                              | 54 (2.1)                              | 940 (37.0)                            |
| Lượng tuyết rơi trung bình cm (inches)   | 14.2 (5.6)                            | 14.4 (5.7)                            | 6.4 (2.5)                             | 0.4 (0.2)                             | 0.0 (0.0)                             | 0.0 (0.0)                             | 0.0 (0.0)                             | 0.0 (0.0)                             | 0.0 (0.0)                             | 0.0 (0.0)                             | 4.7 (1.9)                             | 11.9 (4.7)                            | 52.0 (20.5)                           |
| Số ngày giáng thủy trung bình (≥ 1.0 mm) | 7.4                                   | 6.6                                   | 9.0                                   | 8.9                                   | 11.8                                  | 12.9                                  | 13.2                                  | 13.3                                  | 10.1                                  | 8.7                                   | 8.7                                   | 8.7                                   | 119.3                                 |
| Số ngày tuyết rơi trung bình (≥ 1.0 cm)  | 3.9                                   | 3.9                                   | 2.1                                   | 0.2                                   | 0.0                                   | 0.0                                   | 0.0                                   | 0.0                                   | 0.0                                   | 0.0                                   | 1.4                                   | 3.3                                   | 14.8                                  |
| Độ ẩm tương đối trung bình (%)           | 75                                    | 69                                    | 66                                    | 63                                    | 67                                    | 70                                    | 71                                    | 74                                    | 76                                    | 76                                    | 77                                    | 77                                    | 72                                    |
| Số giờ nắng trung bình tháng             | 72                                    | 92                                    | 131                                   | 156                                   | 168                                   | 181                                   | 197                                   | 183                                   | 147                                   | 114                                   | 67                                    | 53                                    | 1.563                                 |
| Phần trăm nắng có thể                    | 40                                    | 44                                    | 47                                    | 49                                    | 46                                    | 48                                    | 52                                    | 54                                    | 52                                    | 48                                    | 36                                    | 34                                    | 47                                    |
| Nguồn: MeteoSwiss (đo tuyết, 1981–2010)  |                                       |                                       |                                       |                                       |                                       |                                       |                                       |                                       |                                       |                                       |                                       |                                       |                                       |

## Kinh tế và giao thông
Vaduz có ngành du lịch sôi động, mặc dù là một trong số rất ít thành phố thủ đô trên thế giới không có sân bay hoặc nhà ga - sân bay gần nhất là sân bay Zurich, ở khoảng cách 120 km (75 dặm), và ga đường sắt gần nhất là Schaan-Vaduz, nằm cách trung tâm thành phố ở thị trấn Schaan khoảng 2 km (1 dặm). Tuy nhiên, rất ít chuyến tàu dừng ở đây ngoại trừ một tuyến tàu địa phương giữa Hội trưởng ở Thụy Sĩ và Feldkirch ở Áo. Có các kết nối xe buýt cực kỳ thường xuyên giữa các ga đường sắt chính gần đó bao gồm Hội trưởng, Sargans và Feldkirch, được điều hành bởi Liechtenstein Bus.